# Liste der Einträge im National Register of Historic Places im McCracken County

Lage des McCracken Countys in Kentucky

Die Liste der Einträge im National Register of Historic Places im McCracken County in Kentucky führt die Bauwerke und historischen Stätten im McCracken County auf, die in das National Register of Historic Places aufgenommen wurden.
| [ 2 ] | Name                                                                   | Bild                                                                   | Eintragsdatum        | Lage | Ort     | Beschreibung                                                                                       |
| ----- | ---------------------------------------------------------------------- | ---------------------------------------------------------------------- | -------------------- | --- | ------- | -------------------------------------------------------------------------------------------------- |
| 1     | Artelia Anderson Hall                                                  | Artelia Anderson Hall                                                  | 1983 ID-Nr. 83002824 | 1400 H.C. Mathis Drive 37° 5′ 28″ N, 88° 37′ 59″ W                                                            | Paducah | |
| 2     | Anderson-Smith House                                                   | Anderson-Smith House                                                   | 1984 ID-Nr. 84001824 | Lone Oak Road 37° 3′ 3″ N, 88° 39′ 10″ W                                                                      | Paducah | |
| 3     | The Angles                                                             | The Angles                                                             | 1976 ID-Nr. 76002147 | Alben W. Barkley Drive nahe der 40th Street 37° 3′ 35″ N, 88° 38′ 49″ W                                       | Paducah | |
| 4     | Archeological Site 15McN51                                             | Archeological Site 15McN51                                             | 1985 ID-Nr. 85001513 | Adresse nicht veröffentlicht                                                                                  | Paducah | |
| 5     | Confederate Monument in Paducah                                        | Confederate Monument in Paducah                                        | 1997 ID-Nr. 97000678 | Oak Grove Cemetery, westlich der Kreuzung Park Avenue / 13th Street 37° 5′ 10″ N, 88° 37′ 24″ W               | Paducah | Eines der Soldatendenkmale aus dem Amerikanischen Bürgerkrieg (Multiple Property Submission – MPS) |
| 6     | Grace Episcopal Church                                                 | Grace Episcopal Church                                                 | 1976 ID-Nr. 76002148 | 820 Broadway 37° 5′ 3″ N, 88° 36′ 13″ W                                                                       | Paducah | |
| 7     | Home of the Friendless                                                 | Home of the Friendless                                                 | 2000 ID-Nr. 00000860 | 1335 Burnett Street 37° 5′ 15″ N, 88° 37′ 2″ W                                                                | Paducah | |
| 8     | Hotel Irvin Cobb                                                       | Hotel Irvin Cobb                                                       | 1978 ID-Nr. 78003065 | Broadway Ecke 6th Street 37° 5′ 7″ N, 88° 36′ 2″ W                                                            | Paducah | |
| 9     | Hotel Metropolitan                                                     | Hotel Metropolitan                                                     | 2002 ID-Nr. 01001251 | 724 Jackson Street 37° 4′ 45″ N, 88° 35′ 57″ W                                                                | Paducah | |
| 10    | Jefferson Street-Fountain Avenue Residential District                  | Jefferson Street-Fountain Avenue Residential District                  | 1982 ID-Nr. 82002735 | Jefferson Street, Madison Street, Broadway, Fountain Avenue und Harahan Boulevard 37° 4′ 46″ N, 88° 37′ 16″ W | Paducah | 2012 um Park Avenue, Madison Avenue und Fountain Avenue erweitert (Ref-Nr.: 12000451)              |
| 11    | Kenmil Place                                                           | Kenmil Place                                                           | 2009 ID-Nr. 09000008 | 4300 Alben Barkley Drive 37° 3′ 32,6″ N, 88° 39′ 1″ W                                                         | Paducah | |
| 12    | Lincoln School                                                         | Lincoln School                                                         | 1988 ID-Nr. 88000895 | South 8th Street zwischen Ohio Street und Tennessee Street 37° 4′ 40″ N, 88° 35′ 57″ W                        | Paducah | |
| 13    | Lower Town Neighborhood District                                       | Lower Town Neighborhood District                                       | 1982 ID-Nr. 82002736 | Abgegrenzt durch Park Avenue, Jefferson Street, 5th Street und 9th Street 37° 5′ 17″ N, 88° 36′ 17″ W         | Paducah | |
| 14    | Market House                                                           | Market House                                                           | 1973 ID-Nr. 73002255 | South 2nd Street zwischen Broadway und Kentucky Avenue 37° 5′ 14″ N, 88° 35′ 43″ W                            | Paducah | |
| 15    | Masonic Temple                                                         | Masonic Temple                                                         | 2002 ID-Nr. 02001470 | 501-505 South 7th Street 37° 4′ 50″ N, 88° 35′ 58″ W                                                          | Paducah | |
| 16    | Nashville, Chattanooga, and St. Louis Railway Office and Freight House | Nashville, Chattanooga, and St. Louis Railway Office and Freight House | 1979 ID-Nr. 79003118 | 300 South 3rd Street 37° 5′ 6″ N, 88° 35′ 42″ W                                                               | Paducah | |
| 17    | Paducah Downtown Commercial District                                   | Paducah Downtown Commercial District                                   | 1982 ID-Nr. 82002737 | Abgegrenzt durch 1st Street, 7th Street, Clark Street und Monroe Street 37° 5′ 14″ N, 88° 35′ 43″ W           | Paducah | 1985 erweitert (Ref.-Nr.: 85000952)                                                                |
| 18    | Paducah Market House District                                          | Paducah Market House District                                          | 1978 ID-Nr. 78003066 | 2nd Street zwischen Broadway und Kentucky Avenue 37° 5′ 14″ N, 88° 35′ 43″ W                                  | Paducah | |
| 19    | People’s First National Bank and Trust Company Building                | People’s First National Bank and Trust Company Building                | 1980 ID-Nr. 80001655 | 300 Broadway 37° 5′ 13″ N, 88° 35′ 48″ W                                                                      | Paducah | |
| 20    | Saint Mary Academy Complex                                             | Saint Mary Academy Complex                                             | 1987 ID-Nr. 87000449 | Abgegrenzt durch 4th Street, 5th Street, Monroe Street und Jefferson Street 37° 5′ 17″ N, 88° 35′ 59″ W       | Paducah | |
| 21    | St. Francis DeSales Roman Catholic Church                              | St. Francis DeSales Roman Catholic Church                              | 1979 ID-Nr. 79003119 | 116 South 6th Street 37° 5′ 8″ N, 88° 36′ 0″ W                                                                | Paducah | |
| 22    | Augusta Tilghman High School                                           | Augusta Tilghman High School                                           | 1995 ID-Nr. 95000300 | 401 Walter Jetton Boulevard 37° 4′ 53″ N, 88° 36′ 11″ W                                                       | Paducah | |
| 23    | Lloyd Tilghman Memorial                                                | Lloyd Tilghman Memorial                                                | 1997 ID-Nr. 97000679 | Lange Park, Madison Street zwischen 16th Street und 19th Street 37° 4′ 55″ N, 88° 37′ 11″ W                   | Paducah | Eines der Soldatendenkmale aus dem Amerikanischen Bürgerkrieg (MPS)                                |
| 24    | Tilghman-Woolfolk House                                                | Tilghman-Woolfolk House                                                | 1998 ID-Nr. 98000940 | 631 Kentucky Avenue 37° 5′ 4″ N, 88° 36′ 4″ W                                                                 | Paducah | Eines der Soldatendenkmale aus dem Amerikanischen Bürgerkrieg (MPS)                                |
| 25    | Union Station School                                                   | Union Station School                                                   | 2011 ID-Nr. 11000539 | 3138 Roosevelt Street (auch Flagman Drive genannt) 37° 2′ 21″ N, 88° 36′ 21″ W                                | Paducah | |
| 26    | Wallace Park Neighborhood Historic District                            | Wallace Park Neighborhood Historic District                            | 2012 ID-Nr. 12000047 | Abgegrenzt durch Buckner Lane, Maple Avenue, Forest Circuit und Lone Oak Road 37° 3′ 59,9″ N, 88° 38′ 24,4″ W | Paducah | |
| 27    | Mayor David A. Yeiser House                                            | Mayor David A. Yeiser House                                            | 1973 ID-Nr. 73002130 | 533 Madison Street 37° 5′ 20″ N, 88° 36′ 8″ W                                                                 | Paducah | |